# 942
942 (CMXLII) je bilo navadno leto, ki se je po julijanskem koledarju začelo na soboto.

## Dogodki
- 1. januar

## Rojstva
- Genšin, japonski tendai budistični učenjak († 1017)

## Smrti
- Sadja ben Jožef, tudi Sadja Gaon, arabski judovski teolog, rabin, filozof in lingvist (* 882)